# Реформа армянской орфографии в начале XX века
Реформированная армянская орфография — официальная орфография в Республике Армения, которая была канонизирована в 1922—1924 гг. в Советской Армении. Ей не последовала армянская диаспора, которая в большинстве своём говорит на западном варианте армянского языка и продолжает использовать традиционную армянскую орфографию.

## История
Одной из самой успешных и значительных политик бывшего Советского Союза был курс на рост образованности населения, начавшийся в 1920-х годах и, по всей вероятности, ставший причиной реформы армянской орфографии. Эта реформа, в совокупности с другими инициативами, привела к практически 90-процентному уровню грамотности населения к 1950-м годам.
Исконная орфография сегодня известна как классическая армянская орфография (по-армянски դասական ուղղագրություն) или маштоцская орфография (մաշտոցյան ուղղագրություն), названная так в честь Месропа Маштоца, создавшего армянский алфавит в 405 году.
| Традиционная армянская орфография | Реформированная орфография |
| --------------------------------- | -------------------------- |
| Հայերէն                           | Հայերեն                    |
| Յակոբ                             | Հակոբ                      |
| բացուել                           | բացվել                     |
| քոյր                              | քույր                      |
| Սարգսեան                          | Սարգսյան                   |
| եօթ                               | յոթ                        |
| ազատութիւն                        | ազատություն                |
| տէր                               | տեր                        |
| Արմէն                             | Արմեն                      |
| Արմինէ                            | Արմինե                     |
| խօսել                             | խոսել                      |
| Սարօ                              | Սարո                       |
| թիւ                               | թիվ                        |
| Եւրոպայ                           | Եվրոպա                     |

## Правила новой орфографии
Случаи, где с течением времени произношение изменилось, сегодня требуется писать согласно произношению. Этот принцип является релевантным для пар букв յ / հ, ու / վ и дифтонгов ոյ / ույ, եա / յա, եօ / յո, իւ / յու.
Также были произведены следующие более сложные изменения:
- Диграф ու /u/ превратился в отдельную и независимую 34-ю букву алфавита.
- Буквы «է» и «օ» были полностью удалены из алфавита, но в 1940 году их восстановили[1]. С тех пор они пишутся только в начале слова и в сложных словах. Вместо них стали использоваться буквы «ե» и «ո». В качестве исключения остались некоторые выражения и настоящее время глагола «быть»: եմ /em/ (я есть); ես /es/ (ты есть); ենք /enk(h)/ (мы есть); եք /ek(h)/ (вы есть); են /en/ (они есть).
- Буква «ւ» больше не является отдельной буквой и используется только как компонент буквы «ու». Вместо неё пишется «վ».
- Лигатура «եւ» изначально была удалена, но в 1940 году вместо неё была введена отдельная 37-й буква алфавита «և». В настоящее время вновь часто используется написание «եւ», иногда даже одновременно с использованием «և» в том же тексте (см. напр.[2]).
- В новой орфографии буквы «կ» и «ը» добавляются напрямую к остальному слову («կ» без апострофа между гласными и «ը» перед согласными).

## Современная оценка реформ
С обретением Республикой Армения независимости в 1991 году было незначительное движение в среде армянских академиков по возвращению классической орфографии в качестве официальной. Некоторые члены Армянской апостольской церкви в Армении также поддерживают использование классической орфографии. Однако ни в официальных кругах, ни среди населения, педагогических и научных кругов не видят необходимости в отмене реформы, произошедшей сто лет назад, и восстановлению старых правил орфографии.